# Кубок BC Card
Кубок BC Card — один из основных корейских титулов го, существовавший с 1990 по 2007 годы. Турнир проводился Корейской ассоциацией падук и спонсировался Sports Korea и BC Card. Призовой фонд турнира составлял 20 000 000 вон (около 21 000 долларов).
В розыгрыша кубка BC Card участвовало 20 молодых корейских игроков; турнир является аналогом японского титула для молодых игроков в го Синдзин-О. В первом этапе турнира проходит 19 последовательных партий на выбывание; с предыдущим обладателем титула идёт финальная 19-я партия (ему достаточно выиграть одну партию, другим игрокам — как минимум — две). В финальный этап проходят лучшие игроки первого этапа, где они играют по системе плей-офф. Контроль времени в финальных партиях составлял по 3 часа каждому игроку. Коми составляло 6,5 очков.

## Обладатели титула
| Игрок       | Годы              |
| ----------- | ----------------- |
| Чо Хунхён   | 1990, 1995        |
| Ли Чхан Хо  | 1991 — 1994, 1996 |
| Мок Джинсок | 1997              |
| Ким Мансу   | 1998              |
| Ли Санхун   | 1999              |
| Чо Хансын   | 2001              |
| Ли Седол    | 2002              |
| Сон Тхэкон  | 2003              |
| Ан Чоён     | 2004              |
| Пак Ён Хун  | 2005              |
| Хо Ёнхо     | 2006              |
| Вон Сонджин | 2007              |